# 국도 제21호선 (핀란드)
국도 제21호선(핀란드어: Valtatie 21, 스웨덴어: Riksväg 21)은 핀란드의 일반 국도로, 토르니오를 출발하여 킬피스예르비까지 이어준다. 다만 이 도로는 중간에 노르웨이 및 스웨덴의 경계 지점을 관통하고 있는 것으로 드러나고 있다. 다만 해당 도로는 유럽 고속도로 08호선의 일부로 구성되어 있어, 대체적으로 볼 때 핀란드에서 가장 북단까지 나가는 2개의 국도 노선이지만 핀란드 최북서단으로 가는 유일한 국도이다.